# Liste der Geotope im Landkreis Nordsachsen
Diese Liste enthält die Geotope im Landkreis Nordsachsen.

| Name                                                          | Bild           | Geotop ID | Gemeinde / Lage | Beschreibung | Schutzstatus |
| ------------------------------------------------------------- | -------------- | --------- | --- | --- | ------------ |
| Elbaue von Arzberg                                            |                | 306       | Arzberg, Kathewitz Südwestlich vom Ort                                                                                                   | Riesa-Torgauer Elbtal, Nordwestsächsische Scholle Relief / Landschaft, Mäander und Altwasser | NSG          |
| Findling Bad Düben                                            |                | 831       | Bad Düben Alter Authausener Weg | Düben-Dahlener Heide, Nordwestsächsische Scholle Aufschluss, Findling | ND           |
| Findling am Alten Authausener Weg                             |                | 369       | Bad Düben Alter Authausener Weg | Düben-Dahlener Heide, Nordwestsächsische Scholle Aufschluss, Findling | ND           |
| Altwasser der Muldenaue bei Wellaune                          |                | 385       | Bad Düben, Schnaditz Westlicher Ortsrand Wellaune                                                                                        | Düben-Dahlener Heide, Nordwestsächsische Scholle Relief / Landschaft, Altwasser |              |
| Dünen im Zwethauer Wald                                       |                | 302       | Beilrode, Döbrichau Zwethauer Wald, 1 km südwestlich vom Ort, südlich der B 87                                                           | Elsterwerda-Herzberger Elster-Niederung, Nordwestsächsische Scholle Relief / Landschaft, Sanddünen | NSG          |
| Prudel von Döhlen (Altwasser)                                 |                | 305       | Beilrode, Döhlen b. Torgau Wahrscheinlich im Bereich der Alten Elbe (?)                                                                  | Riesa-Torgauer Elbtal, Nordwestsächsische Scholle Relief / Landschaft, Altwasser | NSG          |
| Wittes Steinbruch (Steinbruch Schildau)                       | weitere Bilder | 140       | Belgern-Schildau, Gneisenaustadt Südöstlich vom Schildauer Berg                                                                          | Nordsächsisches Platten- und Hügelland, Nordwestsächsische Scholle Aufschluss, aufgelassener Steinbruch | ND           |
| Granitfindling "Nonne"                                        |                | 137       | Belgern-Schildau, Lausa Forst westlich Lausa; 400 m südwestlich Kreuzung der Verbindungsstraßen Lausa-Sitzroda bzw. Reudnitz-Taura       | Düben-Dahlener Heide, Nordwestsächsische Scholle Aufschluss, Granitfindling | ND           |
| Granitfindling "Mönch"                                        |                | 138       | Belgern-Schildau, Lausa Forst 3 km westlich Lausa; 900 m südöstlich Kreuzung der Verbindungsstraßen Lausa-Sitzroda und Reudnitz-Taura    | Düben-Dahlener Heide, Nordwestsächsische Scholle Aufschluss, Granitfindling | ND           |
| Findling Liebersee                                            |                | 795       | Belgern-Schildau, Liebersee Wohlauer Forst, an der Kapelle; 1,8 km südsüdwestlich Ortsmitte Neußen, 400 m südwestlich der Haarnadelkurve | Riesa-Torgauer Elbtal, Nordwestsächsische Scholle Aufschluss, Findling | ND           |
| Granitfindling Neußen                                         |                | 136       | Belgern-Schildau, Neußen 1,5 km südwestlich Ortsmitte Neußen, 450 m westlich der Haarnadelkurve                                          | Riesa-Torgauer Elbtal, Nordwestsächsische Scholle Aufschluss, Granitfindling | ND           |
| Findling "Leichenstein"                                       | weitere Bilder | 134       | Belgern-Schildau, Sitzenroda Dorfstraße 44                                                                                               | Nordsächsisches Platten- und Hügelland, Nordwestsächsische Scholle Aufschluss, Granitfindling | ND           |
| Porphyrfindling Staritz                                       |                | 794       | Belgern-Schildau, Staritz Am Waldrand 1,5 nordwestlich von Oelzschau                                                                     | Riesa-Torgauer Elbtal, Nordwestsächsische Scholle Aufschluss, Findling | ND           |
| Findling "Blauer Stein"                                       | weitere Bilder | 139       | Belgern-Schildau, Wohlau Forstbezirk Taura, Forstabteilung 90a. 1,7 km östlich Ortsrand Bockwitz an der Straße                           | Riesa-Torgauer Elbtal, Nordwestsächsische Scholle Aufschluss, Findling | ND           |
| Steinbruch am Nord-Hang des Burschenberges                    |                | 121       | Cavertitz Am Nordwesthang des Burschenberges, südwestlich von Cavertitz                                                                  | Nordsächsisches Platten- und Hügelland, Nordwestsächsische Scholle Aufschluss, aufgelassener Steinbruch | ND           |
| Findling an der Hospitalhütte                                 | weitere Bilder | 129       | Cavertitz, Olganitz 150 m südwestlich der Hospitalhütte                                                                                  | Düben-Dahlener Heide, Nordwestsächsische Scholle Aufschluss, Findling mit 3,5 cbm Vol. | ND           |
| Findling an der Jugendherberge                                |                | 130       | Dahlen Holzstraße / Weg zur Jugendherberge                                                                                               | Nordsächsisches Platten- und Hügelland, Nordwestsächsische Scholle Aufschluss, Findling mit 1,0 cbm Vol. | ND           |
| Findling an der Wiesenmühle                                   |                | 131       | Dahlen Wiesengrund, 600 m östlich der Wiesenmühle                                                                                        | Nordsächsisches Platten- und Hügelland, Nordwestsächsische Scholle Aufschluss, Findling mit 0,8 cbm Vol. | ND           |
| Findling Schmannewitz                                         |                | 796       | Dahlen, Schmannewitz 250 m nördlich Forstamt Schmannewitz                                                                                | Nordsächsisches Platten- und Hügelland, Nordwestsächsische Scholle Aufschluss, Findling |              |
| Findling am Weißen Haus (Buckliger Findling)                  | weitere Bilder | 132       | Dahlen, Schmannewitz Dahlener Heide, G-Weg (?)                                                                                           | Nordsächsisches Platten- und Hügelland, Nordwestsächsische Scholle Aufschluss, Findling mit 1,7 cbm Vol. | ND           |
| Findling in der Grünanlage an der Stadtmühle                  | weitere Bilder | 370       | Delitzsch Grünanlage an der Stadtmühle                                                                                                   | Leipziger Land, Nordwestsächsische Scholle Aufschluss, Findling Eiszeit-Findling an Brücke über Wallgraben-Abfluss nördlich Stadtmauer, gegenüber ehemaliger Stadtmühle | ND nso:23    |
| Findlingsgruppe an der Kippe am Gedenkkreuz                   |                | 371       | Delitzsch Am Gedenkkreuz | Leipziger Land, Nordwestsächsische Scholle Aufschluss, mehrere Findlinge | ND           |
| Findlingsgruppe Autohaus Eimann                               |                | 784       | Eilenburg Autohaus Eimann, Weinbergstraße 115                                                                                            | Düben-Dahlener Heide, Nordwestsächsische Scholle Aufschluss, Findling |              |
| Findling am Dr.-Külz-Ring am Gymnasium                        | weitere Bilder | 372       | Eilenburg Dr.-Külz-Ring, am Gymnasium | Düben-Dahlener Heide, Nordwestsächsische Scholle Aufschluss, Findling | ND           |
| Mäander und Kiesbänke von Hainichen                           |                | 386       | Eilenburg, Hainichen b. Eilenburg Muldeaue zwischen Eilenburg und Mörtitz bzw. Mensdorf                                                  | Düben-Dahlener Heide, Nordwestsächsische Scholle Relief / Landschaft, Mäander und Kiesbänke | NSG          |
| Altwässer und Mäander bei Elsnig                              |                | 304       | Elsnig, Neiden Weinske zwischen Neiden und Prettin                                                                                       | Riesa-Torgauer Elbtal, Nordwestsächsische Scholle Relief / Landschaft, Mäander und Altwässer | NSG          |
| Findling an der B 107 am südlichen Ortseingang                |                | 373       | Jesewitz, Eilenburg B 107, am südlichen Ortseingang                                                                                      | Nordsächsisches Platten- und Hügelland, Nordwestsächsische Scholle Aufschluss, Findling | ND           |
| Findling an der Kiesgrube östlich der B 107                   |                | 375       | Jesewitz, Groitzsch b. Eilenburg An der Kiesgrube östlich der B 107                                                                      | Nordsächsisches Platten- und Hügelland, Nordwestsächsische Scholle Aufschluss, Findling | ND           |
| Findling Groitzsch                                            | weitere Bilder | 830       | Jesewitz, Groitzsch b. Eilenburg An der Kiesgrube östlich der B 107, südlich von Groitzsch                                               | Leipziger Land, Nordwestsächsische Scholle Aufschluss, Findling |              |
| Findling "Opferstein" in Weltewitz                            | weitere Bilder | 376       | Jesewitz, Weltewitz Dorfplatz | Leipziger Land, Nordwestsächsische Scholle Aufschluss, Findling | ND           |
| Moor an den Wölperner Torfwiesen                              |                | 381       | Jesewitz, Wölpern Nordöstlich Wölpern | Leipziger Land, Nordwestsächsische Scholle Relief / Landschaft, Moor | NSG          |
| Findling in Zschölkau                                         |                | 380       | Krostitz, Zschölkau Westteil des Ortes                                                                                                   | Leipziger Land, Nordwestsächsische Scholle Aufschluss, Findling | ND           |
| Findling "Krämerstein"                                        |                | 368       | Laußig, Authausen Dorfplatz | Düben-Dahlener Heide, Nordwestsächsische Scholle Aufschluss, Findling | ND           |
| Altwasser der Muldenaue südöstlich von Gruna                  |                | 384       | Laußig, Gruna b. Eilenburg Muldeaue südöstlich von Gruna                                                                                 | Düben-Dahlener Heide, Nordwestsächsische Scholle Relief / Landschaft, Altwasser | NSG          |
| Mäander und Kiesbänke der Muldenaue Laußig                    |                | 387       | Laußig Westlich von Laußig | Düben-Dahlener Heide, Nordwestsächsische Scholle Relief / Landschaft, Mäander und Kiesbänke |              |
| Moor im Zadlitzbruch                                          |                | 382       | Laußig, Pressel Mitte 4 km östlich der Ortsmitte Pressel, nördlich der B 183                                                             | Düben-Dahlener Heide, Nordwestsächsische Scholle Relief / Landschaft, Moor | NSG          |
| Moor nördlich des Presseler Teiches                           |                | 383       | Laußig, Pressel Nördlich vom Presseler Teich, nordöstlich von Pressel                                                                    | Düben-Dahlener Heide, Nordwestsächsische Scholle Relief / Landschaft, Moor | NSG          |
| Mäander und Kiesbänke der Muldenaue Pristäblich               |                | 388       | Laußig, Pristäblich Westlich von Pristäblich                                                                                             | Düben-Dahlener Heide, Nordwestsächsische Scholle Relief / Landschaft, Mäander und Kiesbänke |              |
| Felsklippen am Großen Steinberg                               |                | 118       | Liebschützberg, Clanzschwitz (Gaunitz) 600 m nordöstlich Clanzschwitz                                                                    | Nordsächsisches Platten- und Hügelland, Nordwestsächsische Scholle Aufschluss, Felsklippen | ND           |
| Südlicher Steinbruch am Ortsende von Ganzig                   |                | 122       | Liebschützberg, Ganzig Am östlichen Ortsende von Ganzig, südlich der Riesaer Straße                                                      | Nordsächsisches Platten- und Hügelland, Nordwestsächsische Scholle Aufschluss, aufgelassener Steinbruch | FND          |
| Steinbruch am Tonberg bei Kleinragewitz                       |                | 123       | Liebschützberg, Kleinragewitz Am Tonberg, 1,3 km nordwestlich Lonnewitz                                                                  | Nordsächsisches Platten- und Hügelland, Nordwestsächsische Scholle Aufschluss, aufgelassener Steinbruch | FND          |
| Steinbruch nördlich Leisnitz (Steinbruch Fehnle)              | weitere Bilder | 120       | Liebschützberg, Leisnitz 500 m östlich des Ortsausganges von Leisnitz                                                                    | Nordsächsisches Platten- und Hügelland, Nordwestsächsische Scholle Aufschluss, aufgelassener Steinbruch Der Steinbruch bei Leisnitz schließt den Laaser Biotitgranodiorit auf, der hier ein typisch granitisches Gefüge hat; in anderen Teilen des Granitstockes steht der Granit mit deutlich gneisartigem Gefüge an                                                          | ND           |
| Steinbruch am Laasberg                                        |                | 799       | Liebschützberg, Liebschütz Südhang des Laasberges, nordöstlich von Liebschütz; an der Verbindungsstraße zwischen Liebschütz und Laas     | Nordsächsisches Platten- und Hügelland, Nordwestsächsische Scholle Aufschluss, Steinbruch |              |
| Wildenhainer Bruch                                            |                | 303       | Mockrehna, Wildenhain b. Eilenburg Mitte 3,3 km nordwestlich Ortsmitte Wildenhain                                                        | Düben-Dahlener Heide, Nordwestsächsische Scholle Relief / Landschaft, Niedermoor | NSG          |
| Steinrose Wildschütz auf dem Kirchberg                        |                | 133       | Mockrehna, Wildschütz Auf dem Kirchberg, ca. 1 km südlich von Wildschütz, westlich der Straße nach Kobershain                            | Nordsächsisches Platten- und Hügelland, Nordwestsächsische Scholle Aufschluss, aufgelassener Steinbruch Maximale Ausdehnung des wassergefüllten Bruches 350 m, 80 m tief; 2 Rhyolith-Varietäten: grau- bis rotbraune (im Norden und Nordosten) und bläulich- bis graugrüne; im Gestein sehr häufig Schlieren und Einschlüsse (Rhyolithe, Andesitoide, Granite und Sedimentite) | ND           |
| Porphyr im Mühlsteinbruch Sornzig                             |                |           | Mockrehna, Wildschütz | | ND           |
| Steinbruch in Altoschatz                                      | weitere Bilder | 124       | Oschatz, Altoschatz Straße am Steinbruch, Nordost-Bereich von Altoschatz bzw. Südwest-Teil von Oschatz                                   | Nordsächsisches Platten- und Hügelland, Nordwestsächsische Scholle Aufschluss, aufgelassener Steinbruch | ND           |
| Gletscherschliffe in Sandgrube Altoschatz                     | weitere Bilder | 128       | Oschatz, Altoschatz Nördlich vom Steinbruch im Nordost-Bereich von Altoschatz bzw. Südwest-Teil von Oschatz                              | Nordsächsisches Platten- und Hügelland, Nordwestsächsische Scholle Aufschluss, aufgelassene Sandgrube erkennbare eiszeitliche Gletscherschrammen an einem Vorkommen von Rochlitzer Quarzporphyr in der Sandgrube | ND nso:308   |
| Steinbruch im Ostteil von Lonnewitz                           | weitere Bilder | 125       | Oschatz, Lonnewitz Zierteich am Nordostende des Ortes                                                                                    | Nordsächsisches Platten- und Hügelland, Nordwestsächsische Scholle Aufschluss, aufgelassener Steinbruch | ND           |
| Findling (e) auf dem Dorfanger                                | weitere Bilder | 352       | Schkeuditz, Dölzig Auf dem Dorfanger, Straßendreieck                                                                                     | Leipziger Land, Nordwestsächsische Scholle Aufschluss, Findling neben Naturdenkmal "Eiche Kleindölzig" (siehe nso:78) auf dem Straßendreieck platzierte 3 Findlinge |              |
| Findling an der Kirche                                        | weitere Bilder | 374       | Schkeuditz, Glesien An der Kirche | Leipziger Land, Nordwestsächsische Scholle Aufschluss, Findling Granitfindling, welcher 1930 etwa 750 m nördlich von Glesien bei der Kiesgrube gefunden und als Kriegerdenkmal östlich der Kirche neben der Friedhofslinde auf dem Friedhof aufgestellt wurde. | ND nso:72    |
| Findling "Elefantenstein"in Wolteritz                         |                | 379       | Schkeuditz, Wolteritz Einschnitt der ehemaligen Kleinbahn, verschüttet                                                                   | Leipziger Land, Nordwestsächsische Scholle Aufschluss, Findling | ND           |
| Findlingsgruppe "Schaafs Höhe"                                |                | 783       | Schkeuditz, Wolteritz Innenkippe Tagebau Breitenfeld                                                                                     | Leipziger Land, Nordwestsächsische Scholle Aufschluss, Findling |              |
| Findling "Lutherstein"                                        |                | 818       | Taucha Lutherkirche | Leipziger Land, Nordwestsächsische Scholle Aufschluss, Findling |              |
| Steinbruch Döbitz                                             |                | 1198      | Taucha 200 m nordwestlich Dewitz | Leipziger Land, Nordwestsächsische Scholle Aufschluss, Steinbruch Der Steinbruch gehört zum Deckenerguß des Pyroxenquarzporphyrs der Hohburger Berge; Einschlüsse von Fremdgesteinsmaterial ist vorhanden; es treten Gänge gröberporphyrischen und dichten schwarzblaugrauen Materials auf                                                                                     | unbekannt    |
| Findling Seegeritzer Weg                                      |                | 815       | Taucha Seegeritzer Weg | Leipziger Land, Nordwestsächsische Scholle Aufschluss, Findling |              |
| "Steinerts Berg" in Cradefeld                                 | weitere Bilder | 356       | Taucha, Cradefeld Nördlich vom Ort | Leipziger Land, Nordwestsächsische Scholle Relief / Landschaft, Endmoränenhügel im Norden von Cradefeld gelegener Hügel mit markanter Reihe 7 verschiedener Eiszeit-Findlinge | FND: nso 140 |
| Findling "Bornack-Stein"                                      | weitere Bilder | 814       | Taucha Ecke Leipziger/Sommerfelder Straße, am Schöppenteich                                                                              | Leipziger Land, Nordwestsächsische Scholle Aufschluss, Findling |              |
| Findlingsgruppe Taucha                                        |                | 817       | Taucha Straße nach Pönitz | Leipziger Land, Nordwestsächsische Scholle Aufschluss, Findling |              |
| Granitfindling Trossin                                        |                | 141       | Trossin Am südlichen Ortsrand | Düben-Dahlener Heide, Nordwestsächsische Scholle Aufschluss, Granitfindling | ND           |
| Findling Wermsdorfer Forst                                    |                | 806       | Wermsdorf Wermsdorfer Forst, 2,5 km nordwestlich Lampersdorf                                                                             | Nordsächsisches Platten- und Hügelland, Nordwestsächsische Scholle Aufschluss, Findling |              |
| Steinbruch am oberen Dreiteich (Steinbruch Wermsdorfer Forst) |                | 126       | Wermsdorf Wermsdorfer Forst, Forstabteilung 90,. 2,2 km östlich Sachsendorf am KD Ruine                                                  | Nordsächsisches Platten- und Hügelland, Nordwestsächsische Scholle Aufschluss, aufgelassener Steinbruch | ND           |
| Steinbruch am Butterberg                                      |                | 127       | Wermsdorf Auf dem Butterberg | Nordsächsisches Platten- und Hügelland, Nordwestsächsische Scholle Aufschluss, Steinbruch Abbaufläche des Bruchs: ca. 110 x 70 m; Höhe der Abbauwand: 40 m (geschätzt) | ND           |
| Steinbruch am SW-Hang des Collm (Steinbruch Wermsdorf)        | weitere Bilder | 119       | Wermsdorf Südwesthang des Collms, westsüdwestlich. von Dorf Collm                                                                        | Nordsächsisches Platten- und Hügelland, Nordwestsächsische Scholle Aufschluss, aufgelassener Steinbruch | ND           |
| Findling Klitzschmar                                          |                | 802       | Wiedemar, Klitschmar Nördlicher Ortsauagang                                                                                              | Leipziger Land, Nordwestsächsische Scholle Aufschluss, Findling |              |
| Findlinge in Quering                                          | weitere Bilder | 378       | Wiedemar, Quering Am Wiesenweg | Leipziger Land, Nordwestsächsische Scholle Aufschluss, mehrere Findlinge zwei Granitfindlinge neben Spielplatz am Wiesenweg, Südlicher aufrecht stehend, nördlicher halbliegend | nso 31       |
| Zwei Findlinge in Kyhna                                       | weitere Bilder | 611       | Wiedemar, Quering Bahnhofstraße | Leipziger Land, Nordwestsächsische Scholle Aufschluss, Findlinge frei liegende Granitfindlinge rechts neben Bahnhofstraße kurz vor Einmündung Kirchring |              |
| Findling Zschernitz                                           |                | 801       | Wiedemar, Zschernitz Südlicher Ortsausgang in Richtung Klitschmar                                                                        | Leipziger Land, Nordwestsächsische Scholle Aufschluss, Findling |              |
| Findling an der Sandgrube nördlich Lindenhayn                 |                | 377       | Zschepplin, Krippehna An der Sandgrube nördlich Lindenhayn                                                                               | Leipziger Land, Nordwestsächsische Scholle Aufschluss, Findling | ND           |